# Michaił Korolow
Michaił Antonowicz Korolow (ros. Михаил Антонович Королёв, ur. 12 września 1931 w Ałma-Acie) – radziecki polityk.

## Życiorys
Urodzony w rodzinie rosyjskiej. W latach 1949–1954 studiował w Moskiewskim Instytucie Gospodarki Narodowej im. Plechanowa, później był asystentem, a od 1959 docentem, starszym pracownikiem naukowym i kierownikiem katedry. Od 1960 należał do KPZR, od 1966 zajmował stanowisko rektora Moskiewskiego Instytutu Ekonomiczno-Statystycznego, 1966 został doktorem nauk ekonomicznych, a 1967 profesorem. Od 1971 zastępca szefa, od 1975 I zastępca szefa, a od grudnia 1985 do sierpnia 1987 szef Centralnego Urzędu Statystycznego ZSRR, od sierpnia 1987 do lipca 1989 przewodniczący Państwowego Komitetu ZSRR ds. statystyki, następnie na emeryturze. Od grudnia 1989 do stycznia 1991 konsultant Wydziału Ogólnego KC KPZR, od stycznia do sierpnia 1991 doradca premiera ZSRR Walentina Pawłowa, od 6 marca 1986 do 2 lipca 1990 zastępca członka KC KPZR, od lutego 1992 przewodniczący Jednolitego Komitetu Statystycznego WNP. Deputowany do Rady Najwyższej ZSRR 11 kadencji. Odznaczony Orderem Czerwonego Sztandaru Pracy i Orderem Przyjaźni Narodów. Pochowany na Cmentarzu Wagańkowskim w Moskwie.